# Ксаверув (Свентокшиське воєводство)
Ксаверув (пол. Ksawerów) — село в Польщі, у гміні Дзялошиці Піньчовського повіту Свентокшиського воєводства.
Населення — 90 осіб (2011).
У 1975-1998 роках село належало до Келецького воєводства.

## Демографія
Демографічна структура на день 31 березня 2011 року:
|          | Загалом | Допрацездатний вік | Працездатний вік | Постпрацездатний вік |
| -------- | ------- | ------------------ | ---------------- | -------------------- |
| Чоловіки | 41      | 3                  | 26               | 12                   |
| Жінки    | 49      | 8                  | 27               | 14                   |
| Разом    | 90      | 11                 | 53               | 26                   |